# The Adventures of Willy Beamish
The Adventures of Willy Beamish – komputerowa gra przygodowa stworzona przez firmę Dynamix w nowo zaprojektowanym systemie DGDS - Dynamix Game Development System. Gra swoją premierę miała w 1991 roku na platformy Amiga i MS-DOS (dla tej ostatniej także w wersji CD z dygitalizowaną mową). Rok później pojawiła się na Macintosha, a dwa lata później dla SEGA CD (wyłącznie w wersji z dygitalizowaną mową).

## Fabuła
Gracz wciela się w postać dziewięciolatka - Willy'ego Beamisha. Zaczął się okres wakacji, a jedynym jego marzeniem jest wzięcie udziału w zawodach komputerowych w Nintari. Wpisowe jest jednak drogie. Willy nie może liczyć na pomoc rodziców, gdyż na nieszczęście jego ojciec stracił pracę. Musi więc w jakiś sposób zdobyć pieniądze. Zwykłe prace domowe, w postaci mycia samochodu ojca czy skoszenie trawnika, są dobrą formę na poprawę kieszonkowego budżetu, lecz nie na tyle, aby w szybkim tempie uzbierać niezbędne 2500 dolarów wpisowego. Willy musi zdobyć pieniądze, a jednocześnie prowadzić życie rodzinne wykonując polecenia ojca i matki, dbając o to, aby ich poziom niezadowolenia nie był wysoki.
Gra podzielona jest na kilka dni, które kończą się snem Willy'ego. Wiele czynności jest możliwych do wykonania tylko w określonym dniu a i nawet godzinie. Warto więc obserwować czas na zegarku, który Willy nosi w plecaku. Nie można zapominać o codziennej praktyce w Nintari oraz o jedzeniu czy wyprowadzaniu psa.
Rozgrywka jest liniowa, choć nie wszystkie czynności należy wykonywać. Na przykład, sposobów wyjścia ze szkoły pierwszego dnia gry jest kilka. Wielu osób możemy nie spotkać, nie prowadzić z nimi konwersacji, a jednocześnie nadal ukończyć grę.

## Wykonanie
Grafika w grze została wykonania w ręcznie rysowanym, komiksowym, animowanym stylu. Większość czynności wywołanych akcją gracza jest obrazowanych stosowną animacją, która może przyczynić się do rozwoju fabuły jak i do klęski gracza, który może zakończyć zabawę.